# Agence nationale de Protection civile
 (décembre 2021).
Agence nationale de Protection civile (ANPC) anciennement direction de la prévention de la protection civile est un établissement public béninois, dotée de la personnalité morale et de d'autonomie financière dont la  mission principale est de réduction des risques de catastrophes et la gestion des inondations. Elle est placée sous la tutelle du Ministère chargé de l'Intérieur, de la Sécurité Publique.

## Historique
Direction de la prévention de la protection en 1998 sous le ministère de l'intérieur, et devient en 2024 agence béninoise de la protection civile en 2024en se fusionnant au groupement national des sapeurs pompiers à travers le conseil des ministres du 17 juillet 2024.

## Mission
l'Agence nationale de Protection civile plusieurs mission dont entre autres:
- prévenir tout risque de catastrophe sur l'ensemble du territoire national ;
- assurer la formation des cadres, du personnel permanent de la Protection Civile et des collaborateurs bénévoles ;
- préparer les autorités politico administratives, de même que les populations, à faire face aux risques majeurs ;
- assister les Comités de Protection Civile dans la mise en œuvre des mesures de prévention et pour assurer la maîtrise des événements dommageables ;
- centraliser et coordonner les secours à sinistrées ;
- apporter aux populations
- coordonner l'action des équipes d'intervention spécialisées, en cas de crise ;
- veiller à la préservation de l'environnement ;
- préparer et organiser des exercices de simulation ;
- assurer la protection des réfugiés et participer à la réglementation de leur séjour en République du Bénin.